# Redmi 10 5G
Redmi 10 5G — смартфон суббренда Xiaomi Redmi, що належить до однойменної серії. Був представлений 29 березня 2022 року разом з Redmi Note 11S 5G та Note 11 Pro+ 5G. Позиціонується як варіація Redmi 10 з підтримкою 5G і є першим смартфоном цієї серії з підтримкою даної технології.
В Китаї смартфон продається під назвою Redmi Note 11E і був представлений 2 березня того ж року разом з Redmi Note 11E Pro, а в Індії він був представлений разом з Redmi A1 та Redmi 11 Prime як Redmi 11 Prime 5G з іншою фронтальною камерою.
29 квітня 2022 року в Індії був представлений POCO M4 5G, що є наступником POCO M3 і відрізняється від Redmi 10 5G дизайном, оболонкою MIUI для POCO та фронтальною камерою. Глобальна версія POCO M4 5G має інший набір камер та підтримку microSD більшої ємності та модуль NFC.
30 вересня 2022 року був представлений Redmi Note 11R, що є китайським варіантом глобального POCO M4 5G із відмінністю в кольорі, більшому об'ємі пам'яті та відсутності NFC.

## Дизайн
Екран виконаний зі скла Corning Gorilla Glass 3. Корпус виконаний з пластику, який має хвилясту фактуру.
Дизайн Redmi 10 5G та Note 11E не схожий на будь-який смартфон Xiaomi і більше нагадує смартфони OPPO. POCO M4 5G та Redmi Note 11R, як і більшість моделей POCO 2022 року, мають блок камери на всю ширину корпусу, але, на відміну від POCO M4 Pro та X4 Pro 5G, він більше подібний до Pixel 6.
Знизу розміщені роз'єм USB-C, динамік та мікрофон. Зверху розташовані ІЧ-порт та 3.5 мм аудіороз'єм. З лівого боку розташований слот під 2 SIM-картки і карту пам'яті формату microSD до 1 ТБ у глобального POCO M4 5G та 512 ГБ у інших моделей. З правого боку розміщені кнопки регулювання гучності та кнопка блокування смартфона, в яку вбудований сканер відбитків пальців.
Смартфони продавалися в наступних кольорах:
| Колір | Redmi 10 5G   | Redmi 11 Prime 5G | Redmi Note 11E      | Колір | Redmi Note 11R      | Колір | POCO M4 5G  |
| Колір | Назва         | Назва             | Назва               | Колір | Назва               | Колір | Назва       |
| ----- | ------------- | ----------------- | ------------------- | ----- | ------------------- | ----- | ----------- |
|       | Graphite Gray | Thunder Black     | Mysterious Darkness |       | Mysterious Darkness |       | Power Black |
|       | Chrome Silver | Chrome Silver     | Ice Crystal Galaxy  |       | Polar Blue Ocean    |       | Cool Blue   |
|       | Aurora Green  | Meadow Green      | Microbrewed Mint    |       | Ice Crystal Galaxy  |       | POCO Yellow |

## Технічні характеристики

### Платформа
Смартфони отримали процесор MediaTek Dimensity 700 та графічний процесор Mali-G57 MC2.

### Батарея
Батарея отримала об'єм 5000 мА·год, підтримку швидкої 18-ватної зарядки та зворотної дротової зарядки на 5 Вт. В комплекті йде блок зарядки потужністю 22.5 Вт.

### Камера
Моделі отримали набір подвійну основну камеру із ширококутним модулем на 50 Мп, f/1.8 з фазовим автофокусом в Redmi 10 5G/Note 11R, 11 Prime 5G та індійської моделі POCO M4 5G і 13 Мп, f/2.2 POCO M4 5G/Note 11R з фазовим автофокусом та сенсор глибини на всіх моделях на 2 Мп, f/2.4. Redmi 10 5G/Note 11E та глобальний POCO M4 5G/Note 11R отримали фронтальну камеру 5 Мп, f/2.2 (ширококутний), Redmi 11 Prime 5G ― 8 Мп, f/2.2, а POCO M4 5G — 8 Мп, f/2.4 (ширококутний). Основна і фронтальна камери вміють записувати відео  в роздільній здатності 1080p@30fps.

### Екран
Екран IPS LCD, 6.58", Full HD+ (2408 × 1080) зі співвідношенням сторін 20:9, щільністю пікселів 401 ppi, частотою оновлення дисплея 90 Гц та краплеподібним вирізом під фронтальну камеру.

### Пам'ять
Redmi 10 5G продавався в конфігураціях 4/64, 4/128 та 6/128 ГБ, Redmi Note 11E — 4/128 та 6/128 ГБ, Redmi Note 11R — 4/128, 6/128 та 8/128 ГБ, а Redmi 11 Prime 5G та POCO M4 5G — 4/64 та 6/128 ГБ.

### Програмне забезпечення
Redmi 10 5G/Note 11E, Redmi 11 Prime 5G та Redmi Note 11R були випущені на MIUI 13, а POCO M4 5G — MIUI 13 для POCO. Обидві оболонки базуються на Android 12. Пізніше всі моделі були оновлені до Xiaomi HyperOS на базі Android 14.